# Adam von Trott zu Solz
Adam von Trott zu Solz (Potsdam, 9 agosto 1909 – Berlino, 26 agosto 1944) è stato un avvocato e diplomatico tedesco coinvolto nella resistenza conservatrice al nazismo. Oppositore dichiarato del regime nazista fin dall'inizio, partecipò attivamente al Circolo di Kreisau di Helmuth James Graf von Moltke e Peter Yorck von Wartenburg. Insieme a Claus von Stauffenberg e Fritz-Dietlof von der Schulenburg, cospirò nel complotto del 20 luglio 1944; avrebbe dovuto essere nominato Segretario di Stato al Ministero degli Esteri e capo negoziatore con gli alleati occidentali se il complotto avesse avuto successo.

## Biografia
Trott nacque a Potsdam, nel Brandeburgo, nella famiglia della nobiltà dell'Assia Trott zu Solz. Era il quinto figlio del ministro della Cultura prussiano August von Trott zu Solz (1855-1938) e di sua moglie Emilie Eleonore von Schweinitz (1875-1948), pronipote di John Jay, uno dei padri fondatori degli Stati Uniti e il primo giudice capo degli Stati Uniti.
Trott crebbe a Berlino e dal 1915 fu mandato alla scuola materna Französisches Gymnasium. Quando suo padre si dimise dall'incarico nel 1917, la famiglia si trasferì a Kassel, dove Trott frequentò il Friedrichsgymnasium. Dal 1922 visse ad Hann. Münden e si unì temporaneamente alla Die deutsche Jugendbewegung. Conseguì la maturità nel 1927 e proseguì gli studi di diritto presso le Università di Monaco e Gottinga.
Trott sviluppò un forte interesse per la politica internazionale durante un soggiorno a Ginevra, sede della Società delle Nazioni, per diverse settimane nell'autunno 1928. Quindi trascorse nel 1929 sei mesi  a Oxford, studiando teologia al Mansfield College di Oxford e diventando amico dello storico Alfred Leslie Rowse. Nel 1931 riornò in Inghilterra nel 1931 con una borsa di studio Rhodes per studiare giurisprudenza al Balliol College di Oxford. Rientrato in Germania nel 1934 esercitò la professione di avvocato e si avvicinò al circolo anti-nazista di Kreisau.
Nel 1939 grazie all'interessamento del diplomatico Ernst von Weizsäcker fu assunto al ministero degli esteri e dopo pochi mesi fu inviato in missione in Gran Bretagna per sondare le intenzioni del governo inglese, occasione che cercò di sfruttare per creare dei contatti con il fronte interno anti-nazista, ma che fu trattata con scetticismo dal Foreign Office inglese, che lo sospettava essere in realtà una spia. Nuovi incontri che puntavano alla collaborazione con le forze alleate avvennero in Svizzera tra il 1943 e il 1944, ma furono analogamente infruttuosi.

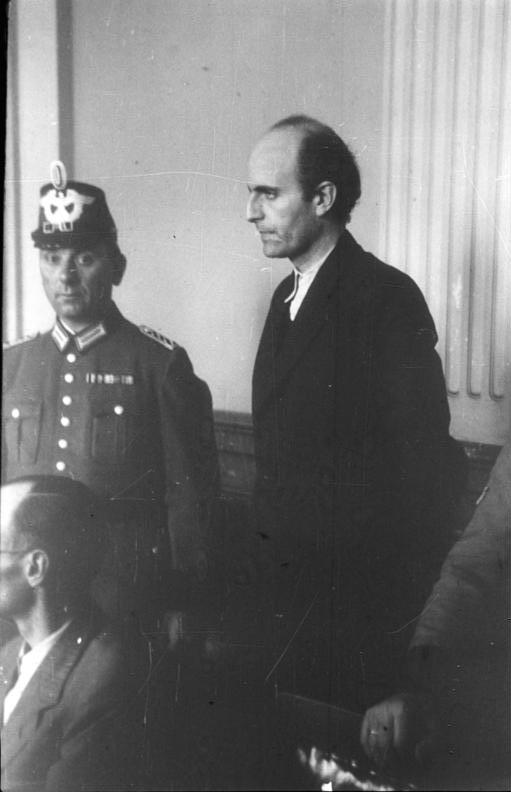
Trott zu Solz processato al Volksgerichtshof, 1944

Nel 1944 prese parte al complotto del 20 luglio; con il fallimento dell'attentato fu arrestato, condannato a morte e infine impiccato nel carcere berlinese di Plötzensee.

## Vita privata
Sposò nel giugno 1940 Clarita Tiefenbacher, figlia di un noto avvocato di Amburgo. Vissero a Berlino, dove nel marzo 1942 nacque la prima figlia Verena e nel novembre 1943 la seconda, di nome Clarita.
A causa dei bombardamenti alleati, Clarita von Trott si trasferì nella casa dei genitori di suo marito a Imshausen nel 1943. Dopo l'arresto del marito, cercò di ottenere un permesso di visita a Berlino, ma non le fu concesso. Il 17 agosto fu arrestata e rinchiusa nella prigione di custodia cautelare di Berlino-Moabit insieme ad altre donne. Le figlie furono prelevate da Imshausen dalla Gestapo, che le portò nella casa dei bambini Borntal a Bad Sachsa, gestita dalle SS. Clarita fu rilasciata il 30 settembre 1944. Le due giovani figlie tornarono a Imshausen poco tempo dopo. Clarita von Trott morì a Berlino, il 28 marzo 2013 all'età di 95 anni.